# Nganjat
Nganjat is een bestuurslaag in het regentschap Klaten van de provincie Midden-Java, Indonesië. Nganjat telt 909 inwoners (volkstelling 2010).